# Die Villa (Film)
Die Villa ist ein Liebesdrama des Regisseurs Philip Haas aus dem Jahr 2000. Belinda Haas verfasste das Drehbuch auf der Basis des Romans Up at the Villa von William Somerset Maugham, der 1941 veröffentlicht wurde.

## Handlung
Die junge attraktive Witwe Mary Panton lebt im Florenz des Jahres 1938, kurz vor Beginn des Zweiten Weltkriegs. Ablenkung findet sie durch die vielen Gesellschaftsabende ihrer Freundin Prinzessin San Ferdinando. So mancher Mann verfällt ihren Reizen: zunächst ist da Sir Edgar Swift, zukünftiger Gouverneur von Bengalen, der ihr einen Heiratsantrag macht. Sie erbittet sich einige Tage Bedenkzeit. Bevor Edgar zu einer mehrtägigen Geschäftsreise aufbricht, übergibt er Mary seine Pistole, damit sie sich im Notfall verteidigen kann. Während seiner Abwesenheit wird ihr der verheiratete Playboy Rowley Flint als Tischnachbar zugeteilt. Auch dieser macht ihr eindeutige Avancen. Lediglich dem österreichischen Flüchtling Karl gibt sie nach und verbringt eine Nacht mit ihm. Als sie ihm gesteht, keine Liebe für ihn zu empfinden, erschießt er sich mit Edgars Pistole. In ihrer Verzweiflung ruft sie Rowley Flint zu Hilfe. Mary will auf keinen Fall die Polizei informieren. Als Ausländerin steht sie zu Zeiten des Faschismus unter besonderer Beobachtung der Militärmacht und läuft Gefahr, bei der kleinsten Verfehlung ausgewiesen zu werden. Gemeinsam mit Rowley schafft sie Karls Leiche an einen abgelegenen Ort in freier Natur. Die Schusswaffe nimmt Rowley an sich, um sie professionell reinigen zu lassen und so Spuren zu beseitigen. Bedauerlicherweise findet die Polizei die Waffe bei ihm während einer Routinekontrolle. Rowley wird inhaftiert und misshandelt, aber aufgrund seines beharrlichen Schweigens bleibt Mary unbehelligt. Mary gelingt es, mittels eines Dokuments, das den Polizeichef belastet, Rowley freizubekommen.
Am nächsten Abend kehrt Edgar von seiner Reise zurück, in der Erwartung, Mary würde seinen Heiratsantrag annehmen. Das hatte sie trotz leidenschaftsloser Zuneigung auch vor. Zuvor ist es ihr aber ein Bedürfnis, ihr Gewissen zu erleichtern, und so unterrichtet sie Edgar in Gänze über den  Vorfall während seiner Abwesenheit. Edgar sieht trotz der Umstände keine Veranlassung für eine Trennung, ändert seine Pläne aber dahingehend, kein hohes Amt mehr anzustreben. Mary erträgt den Gedanken nicht, der Karriere ihres zukünftigen Ehemannes im Wege zu stehen und schlägt eine Trennung vor. Edgar Swift reist enttäuscht ab. Auch Mary verlässt wenige Tage später die angemietete Villa und reist in ihre Heimat nach London. Im Zug trifft sie Rowley wieder, der auf dem Weg nach Paris ist. Sie lädt ihn ein, mit ihr zusammen etwas zu trinken.

## Hintergrundinformationen

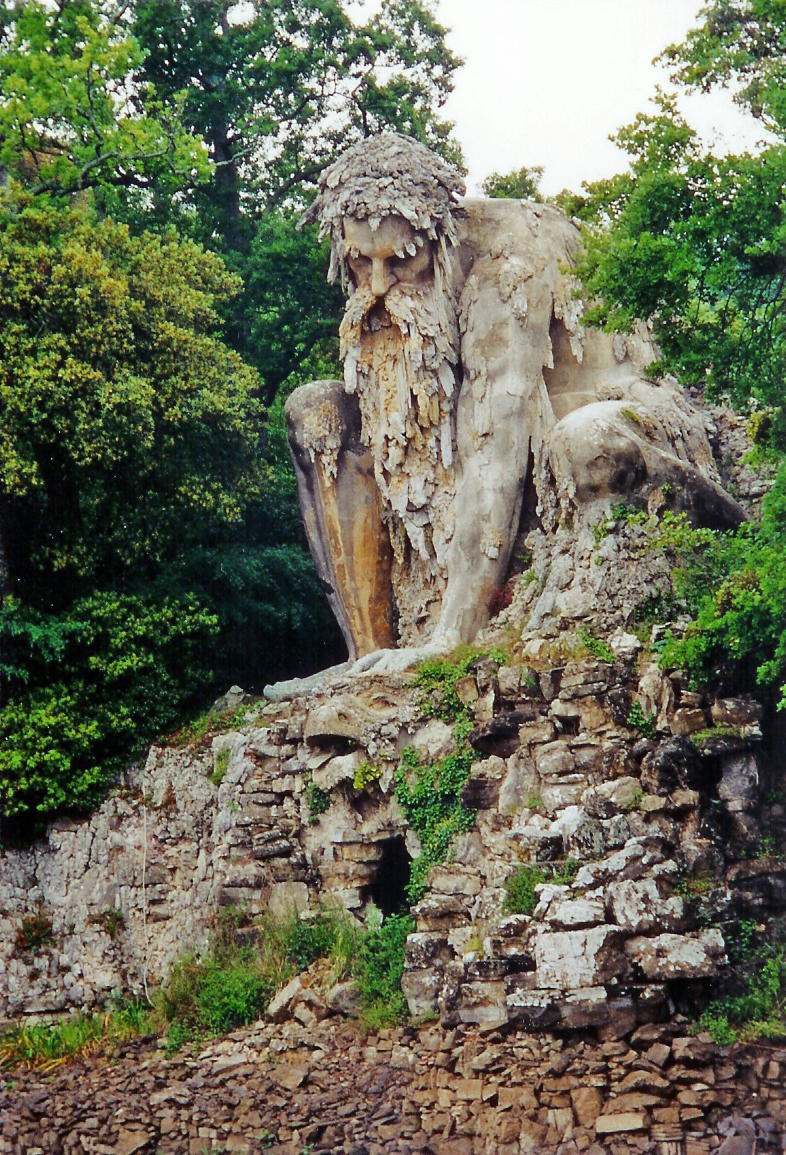
Apennin von Giambologna

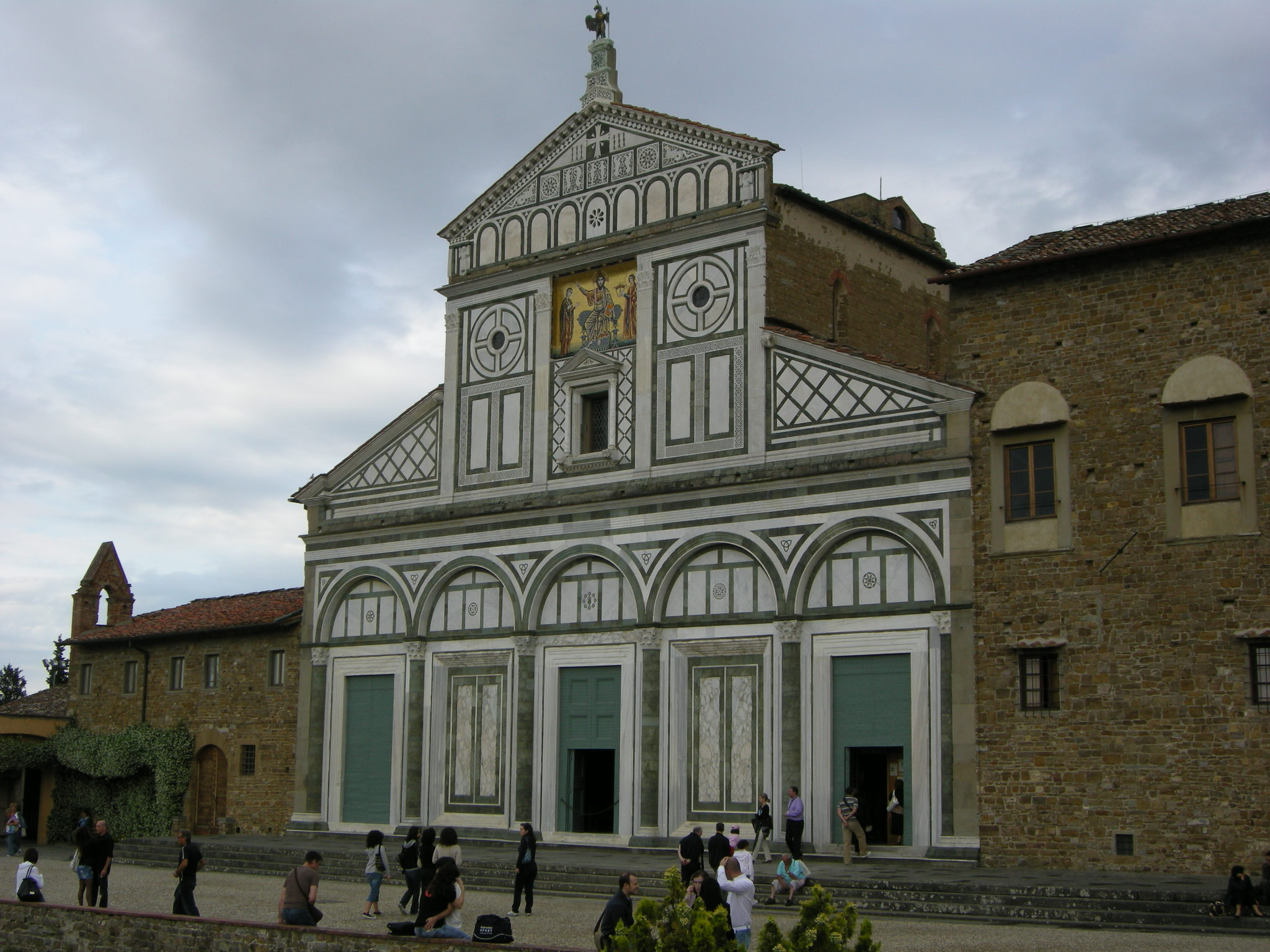
Basilika San Miniato al Monte, Florenz

Der Film wurde an Originalschauplätzen der Toskana gedreht, u. a. im Park der Villa Medici von Pratolino. Die dort befindliche 10 m hohe Skulptur Der Apennin des Bildhauers Giambologna diente in zwei Szenen als Kulisse. Auch die Basilika San Miniato al Monte im Süden von Florenz wurde für eine Szene genutzt.
Am 14. April 2000 kam der Film in die britischen Kinos.
In deutschen Kinos wurde er nie gezeigt:

„In Deutschland wurde der Kino-Start von ‚Die Villa‘ mehrfach kurzfristig verschoben, eh man sich schließlich entschloss, den Film ‚nur‘ auf Video zu veröffentlichen.“

## Kritiken
„Der starbesetzten Adaption fehlt es an Leben, Esprit und Satire. Zudem tischt sie uns Nebenhandlungen auf, die nicht im Buch stehen.“

„Allzu bemüht und vordergründig setzt der Film politische Versatzstücke ins Bild, um das Verhalten der Protagonisten zu untermauern.“

„Die erste Stunde bleibt recht spannungsarm und beschränkt sich darauf, ein Bild der damaligen Gesellschaft und insbesondere der ‚High Society‘ zu zeichnen. Kein Wunder, dass man dabei auch auf britische Darsteller vertraut, die in Literaturverfilmungen mehr Übung haben als die Hollywood-Stars. Sie wirken alle professionell, aber eine Spur zu glatt, um auch gegen Ende wahre Emotionen aufkommen zu lassen.“